# أستاذ متميز
لقب أستاذ مُتميّز (بالإنجليزية: Distinguished Professor)‏ ويُعرف اللقب أيضًا بمسمى درجة الأستاذية المُتميّزة وهو أعلى لقب أكاديمي في جامعات العالم والذي يُمنح لأبرز كبار الأساتذة الجامعيين في جامعاتهم الذين قدموا إنجازًا علميًا أو إنجازًا بحثيًا استثنائيًا ومميزًا، وهو لقب أكاديمي شرفي وحصري للغاية.

## طبيعة اللقب
يُعد لقب الأستاذ المتميز أعلى لقب أكاديمي في معظم جامعات العالم، ويجري منحه من قبل الجامعات لأبرز كبار أعضاء هيئة التدريس من الأساتذة الجامعيين لديهم الذين قدموا أداءً علميًا أو بحثيًا مثاليًا واستثنائيًا ومتميزًا من نوعه، وتشير التقديرات إلى أنه فقط أقل من 5٪ من الأساتذة الجامعيين يحصلون على هذا اللقب المرموق.

## معايير منح اللقب
تختلف جامعات العالم بمعاييرها لمنح لقب الأستاذ المتميز، ولكن بطبيعة الحال تتفق الجامعات على أن هذا اللقب الأكاديمي الشرفي والحصري للغاية لا يُمنح إلا لكبار الأساتذة الجامعيين البارزين فيها والذين قدموا إنجازًات علميًة أو بحثيًة استثنائيًة ومتميزة ونُشرت في دورياتٍ علمية عالمية محكمة في مجال تخصصهم، كما أن بعض الجامعات لديها سياسات تُقيد العدد الإجمالي للأساتذة المتميزين فيها لضمان الجودة الأكاديمية.